# Горњи Липовчани
Горњи Липовчани (хрв. Gornji Lipovčani) су насељено место у саставу града Чазма, Бјеловарско-билогорска жупанија, Хрватска.

## Историја
До територијалне реорганизације у Хрватској били су у саставу старе општине Чазма.

## Становништво
У попису становништва из 2011. године, Горњи Липовчани су имали 103 становника.
| Број становника према пописима | Број становника према пописима | Број становника према пописима | Број становника према пописима | Број становника према пописима | Број становника према пописима | Број становника према пописима | Број становника према пописима | Број становника према пописима | Број становника према пописима | Број становника према пописима | Број становника према пописима | Број становника према пописима | Број становника према пописима | Број становника према пописима | Број становника према пописима |
| ------------------------------ | ------------------------------ | ------------------------------ | ------------------------------ | ------------------------------ | ------------------------------ | ------------------------------ | ------------------------------ | ------------------------------ | ------------------------------ | ------------------------------ | ------------------------------ | ------------------------------ | ------------------------------ | ------------------------------ | ------------------------------ |
| 1857                           | 1869                           | 1880                           | 1890                           | 1900                           | 1910                           | 1921                           | 1931                           | 1948                           | 1953                           | 1961                           | 1971                           | 1981                           | 1991                           | 2001                           | 2011                           |
| 496                            | 460                            | 452                            | 487                            | 509                            | 496                            | 456                            | 471                            | 242                            | 243                            | 182                            | 164                            | 135                            | 120                            | 110                            | 103                            |

Напомена: Исказује се под именом Горњи Липовчани од 1948. До 1931. насеље је исказивано под именом Липовчани. Садржи податке за то некадашње насеље у наведеном периоду.

### Попис1910.
| Горњи Липовчани                                                                                              | Горњи Липовчани |
| --- | --- |
| језик | вера |
| укупно: 496 Српски 249 (50,20%) Хрватски 242 (48,79%) Чешки 3 (0,60%) Немачки 1 (0,20%) Словеначки 1 (0,20%) | <div style="border:solid transparent;position:absolute;width:100px;line-height:0;<div style="border:solid transparent;position:absolute;width:100px;line-height:0;<div style="border:solid transparent;position:absolute;width:100px;line-height:0; укупно: 496 Православци 249 (50,20%) Римокатолици 247 (49,79%) - (-%) |

Напомена: Исказано заједно са насељем Доњи Липовчани.